# 疾走れ、撃て!
『疾走れ、撃て！』（はしれ、うて!）は、神野オキナによる日本のライトノベル。イラストはrefeiaが担当。MF文庫J（メディアファクトリー）より2008年6月から2016年3月まで刊行された。
メディアミックスとして、携帯サイト『メディファクモバイル』にて守月史貴によるコミカライズが2010年9月から2011年9月まで連載された。

## ストーリー
世界に脅威をもたらす敵（日本ではその容姿から「ダイダラ」と呼ばれる）の存在に対応するために、中学校を卒業した者は学生兵士（通称「学兵」）として徴兵される近未来の日本。田神理宇は友人たちと共に厳しい訓練期間を過ごし、その期間も終了が近づいた頃、突然呼び出しを受ける。理宇に与えられた指令は、魔導士官・紫神虎紅の護衛士官になることだった。

## 世界観
ベトナム戦争期以降、巨人による襲撃を受けるようになった世界。陸上には導柱（ペナント）と呼ばれる巨大な柱が発生し、そこから不定期に巨人が出現する。海中にも導柱は存在するが、こちらは魚型の生物が出現し、また待ち伏せをしすぐには襲撃を行わないこともあるなど陸上より厄介な敵である。また魔法が存在するのも大きな特徴である。魔力を攻撃力へと変換・増幅する数式兵器およびその補助となる「杖」と呼ばれる契約者とともに魔法を操ることができる人間はその魔力に応じて魔導兵もしくは魔導士官として従軍している。
以下は日本以外の国についての描写が少ないため、主に舞台として描かれる日本について解説する。
ダイダラの襲撃を受けたために現実の日本とは異なる部分が多く存在する。政治体制については言及がないため正確には不明だが、戦いの始まった時期から考えても現実とほぼ同一のようである。経済力や生活レベルの面ではやや劣る程度であるが、物資不足は甚だしく、砂糖などの貴重な物資は代用品が用いられている。ただ医療技術をはじめ一部の技術は現実より進んでおり、一概に現実より不便な社会というわけでもない。大きく異なるのは軍事面で、国軍が存在し、徴兵制度に準ずる学兵制度が存在する。長年の戦いによる社会の歪みは大きく、いつ崩壊してもおかしくはないという状況となっている。国軍は陸海空の三軍が存在し、それぞれ中学を卒業した国民を男女とも徴兵する。戦前のそれ同様、大半は陸軍に召集され海空軍には志願者や優秀な人間が選抜される。戦時中ということもあり階級は戦功に応じて柔軟に昇級する模様。
- 陸軍は国土防衛の中心として多数の兵員を抱える。数式戦車を用いた魔導士官による攻撃が戦力の中心となっており、戦車や砲による攻撃はその補助となっている。
- 海軍は前述したように海中のダイダラは厄介な敵であり、また陸上と違い艦船の損耗が人命に直結していることもあって戦死率は高く、補充を繰り返した結果女性が男性を上回り6割以上を占めている。攻撃対象が水中ということもあり、現実の海自同様対潜戦闘に特化しており、加えて魔法陣や数式兵器が用いられている。兵学校は横浜に所在。また隷下部隊として陸上戦闘を行う海兵隊も保有していると思わせる描写がある。
- 空軍に関しては4巻の時点でほとんど描写されておらず詳細は不明。だが通常、陸・海軍（海兵隊）が運用している攻撃ヘリコプターやCV-22A1オスプレイ等の航空機も一括して運用している模様。

## 登場人物

### 陸軍
田神 理宇（たがみ りう）
本編の主人公。階級は陸軍少尉。当初は学兵として陸軍に配属されるが、虎紅直々の指名で七階級特進し彼女の護衛士官となる。
護衛士官となったことで初年兵ながら小隊長に就任。富士山麓で行われた演習中にダイダラの襲撃を受け、その戦闘中に虎紅から撤退命令を受け一旦は従うが彼女が囮となったことを知り、命令を無視し単独で虎紅の救援に戻り危機的状況に陥るが、虎紅と「杖」の契約を結んだことで難を逃れる。この行動は命令違反として軍法会議にかけられるが、この際に挙げた戦果により違反行為は不問とされている。
紫神 虎紅（さきがみ こべに）
魔導士官。階級は陸軍少佐。小柄な体格で見た目は理宇より年下だが、実は年上で17歳である。（2巻現在）
秋葉原で見初めた当初から理宇のことを（契約者として）意識しており、護衛士官として指名する。富士山麓での襲撃の際は理宇に自分をおいて部隊を撤退させよと命令するも、戻ってきた理宇と契約し生還する。以後は好意のほうが強くなり理宇に迫るようになる。ミヅキとは理宇を巡り犬猿の仲である。
華社 ミヅキ（はなやしろ ミヅキ）
理宇の友人。階級は陸軍曹長。護衛小隊を編成した理宇の直々の指名で副隊長に就任。日米ハーフ、金髪碧眼で巨乳の少女。在日米軍の最高司令官を父に持つが、そのことを親しい友人以外には伏せており、海軍研修出向の時までは理宇も知らなかった。
中学時代までは裕也とともに仲間内のトラブルメーカーであったが、当時から調整役となってくれる理宇のことを想っていた。虎紅というライバルが出現してからは積極的になろうとするも、自らの持たない少女らしさを持つ虎紅に遅れをとっているのではないかと不安がる一面もある。
佐武 俊太郎（さたけ しゅんたろう）
理宇の友人。家族は代々夫婦どちらかが会計士官となっている軍人一家。護衛小隊の分隊長として理宇を支える。
家族は海軍で会計士官をしていた祖母、現役軍人の両親と妹の更紗（さらさ）。美冬のことが気になっている。
鳥越 美冬（とりこし みふゆ）
理宇の友人。護衛小隊分隊長のひとり。ミヅキとは特に仲がよく親友同士。
いわゆる名家の令嬢であり、長い黒髪と美貌、落ち着いた物腰の持ち主。茶道を嗜む。俊太郎のことが気になっている。
五巳 鷹乃（ごみ たかの）
学兵で護衛小隊分隊長のひとり。軍人一家の出身で、兄の鷹人は海軍技術少佐であり尊敬の対象。
その出自から軍人としての使命感は高いが、一方で周囲の学兵を見下すような一面があった。中でも入隊時に騒いでいるのを見かけた理宇たちを「学生気分」と毛嫌いしており、理宇が護衛士官となりその指揮下に編入された際、彼の能力に疑問を持ち、反乱を起こした。しかし理宇が反乱という経緯を踏まえてなお自らを分隊長に就任させたことをはじめとした振る舞いを見たことで認識を改め、「鬼の分隊長」として活躍している。最近では理宇のことを気にしている場面も見られる。
伊達 雅臣（だて まさおみ）
学兵の教官であったが、理宇の護衛士官就任と同時に魔導士官の教官に転属。
鬼教官として君臨し初年兵には恐れられるが、全て学兵たちのことを考えての振る舞いであり、そのことに気づいた二年兵以上からは尊敬され頼られる存在でもある。それは理宇たちにも同様であり、陽に陰に理宇たちを支える。
加藤 夏華（かとう なつか）
魔導士官の教官。階級は陸軍中尉。急造士官となった理宇に鬼教官として士官教育を施す。
伊達とは浅からぬ縁で、気になっており時折アプローチしているものの当の伊達がそれに気づかないため徒労に終わっている。
馬上 雅也（まがみ まさや）
陸軍参謀本部員。階級は陸軍准将。参謀本部の長老というべき存在。リヴァーナを保護し、以後も後見人として支えてきた。
リヴァーナ
トップアイドル。年齢は17、8歳程度で天然青髪の持ち主。陸軍広報部に所属する軍人でもあり、軍人アイドルとしての成功例といわれる。階級は少佐。
5年前の「第2次東北大戦」において記憶喪失の状態で発見され、馬上に保護された経歴の持ち主。夢見という能力を持っており、未来の光景と数字の羅列が時折夢中に出てくる。見える光景は日時も場所も不明なためあくまで参考程度にしかならないものの、数字の羅列は解析するとプログラムになっており、重要な技術情報となっている。
ある夢をみたことから虎紅に会うために「馬上 リマナ（まがみ リマナ）」という偽名で夏季休暇中の兵舎に現れる。
紫神 虎鈴（さきがみ こすず）
虎紅の双子の妹で、魔導士官。難関の電脳技術士官の試験に合格している。姉とは対照的に背が高く、「姉から吸い取った」と思われてしまうほど。大変な「お姉ちゃんっ子」で、明るく、食欲旺盛。夏季休暇中に海軍から戻った姉に会うために兵舎にやってくる。ミズキと意気投合し、プライベートでは互いにタメ口で話せる関係。
矢真科 ユリネ（やましな ユリネ）
理宇達の小隊に補充された整備兵で、「ピーキー矢真科」「パワーアップヤマネ」などの二つ名で軍内では有名なチューンナップマニア。赴任直後のトラブルにより即日降格、現在階級は二等兵。
小柄で童顔、しかし年齢不詳。プロポーション比率はミヅキに匹敵するほど見事なもの。
軍内派閥の意図により小隊に送り込まれたらしい背景があり、言動の端々に不穏な思惑が見え隠れする。
壱岐原 盾香（いきはら たてか）
陸軍広報部芸能第二班中佐。アップにした髪形に眼鏡を掛けた切れ者風女史で、リヴァーナのマネージャー任務を選任担当する。年齢は20代後半。
5年前の「第2次東北大戦」の焼け跡でリヴァーナを発見した人物。リヴァーナを戸籍上の妹としており、大切に思っている。

### 海軍
太刀風 美由紀（たちかぜ みゆき）
海軍第403戦隊司令官で、空母「ふげん」（元はアメリカ海軍のキティホーク）に座乗。階級は海軍准将。パイロット出身。五巳鷹人とはパイロット時代からの恋人。
事故で右目を失うも、クローンによる復元を拒否し実験中であったイザナミシステムの被験者に志願する。そのため右目に埋め込まれた装置から艦隊すべてのコンピュータシステムと自らの脳を直結させることができる。この手術を受けた直後に乗艦がダイダラの攻撃を受け司令部が壊滅するという事態に遭遇するが、システムを利用して指揮を執り無事生還したことで一躍アメリカ以外では世界の海軍でも初の女性准将に20代にして昇進し、「海軍の女神」と呼ばれるようになった。
更津 カオル（さらつ カオル）
美由紀の副官。階級は海軍少尉。
南雪 早苗（なゆき さなえ）
美由紀の副官。階級は海軍中尉。美由紀が昇進するきっかけとなった戦いに参加していたと思われる。
真凪 佳代子（まなぎ かよこ）
空母「ふげん」の魔導士官。階級は海軍少佐。虎紅たちの接待役。
見広 一郎（みひろ いちろう）
佳代子の「杖」。階級は海軍大尉。空母「ふげん」の魔導士官および「杖」の中では最年長。
石動 ナギサ（いするぎ ナギサ）
「杖」であるが、上官は不明。階級は海軍少尉。下ネタが大好きで、周囲にそれをたしなめられることもしばしば。
五巳 鷹人（ごみ たかと）
MJ計画（水中戦闘機開発計画）に携わる技術士官。年齢は20代。階級は海軍技術少佐。鷹乃の兄で、美由紀の恋人。
華社 アカネ（はなやしろ アカネ）
ミヅキの母親。故人。最終階級は不明だが、士官であったらしい。
夫のアーネストとは下士官時代に参加した環太平洋合同演習において乗艦が故障し、その際修理要員をアーネストが艦長を務める艦から出してもらったのが馴れ初め。

### 空軍
三隅 裕也（みすみ ゆうや）
理宇の友人。中学時代はミヅキと問題を起こし、それに理宇が振り回されることがしばしば。成績優秀、眉目秀麗で通っており、エリートばかりの空軍に召集される。

### アメリカ軍
アーネスト・華社・スティンレー（アーネスト・はなやしろ・スティンレー）
在日米軍最高司令官。階級は海軍中将。ミヅキの父親で、娘を溺愛している。そのため恋人候補だと思い込んでいる理宇には敵対的で、隙あらばミヅキを米海軍に引き抜こうとする。

## 既刊一覧

### 小説
- 神野オキナ（著）・refeia（イラスト）、メディアファクトリー→KADOKAWA〈MF文庫J〉、全12巻
  - 『疾走れ、撃て！』、2008年6月30日初版第一刷発行（6月25日発売[3]）、ISBN 978-4-8401-2334-1
  - 『疾走れ、撃て！2』、2009年5月31日初版第一刷発行（5月25日発売[4]）、ISBN 978-4-8401-2724-0
  - 『疾走れ、撃て！3』、2009年9月30日初版第一刷発行（9月25日発売[5]）、ISBN 978-4-8401-3031-8
  - 『疾走れ、撃て！4』、2010年2月28日初版第一刷発行（2月25日発売[6]）、ISBN 978-4-8401-3190-2
  - 『疾走れ、撃て！5』、2010年11月30日初版第一刷発行（11月25日発売[7]）、ISBN 978-4-8401-3557-3
  - 『疾走れ、撃て！6』、2011年8月31日初版第一刷発行（8月25日発売[8]）、ISBN 978-4-8401-3971-7
  - 『疾走れ、撃て！7』、2012年7月31日初版第一刷発行（7月25日発売[9]）、ISBN 978-4-8401-4596-1
  - 『疾走れ、撃て！8』、2013年4月30日初版第一刷発行（4月25日発売[10]）、ISBN 978-4-8401-4965-5
  - 『疾走れ、撃て！9』、2014年4月30日初版第一刷発行（4月25日発売[11]）、ISBN 978-4-04-066710-2
  - 『疾走れ、撃て！10』、2014年8月31日初版第一刷発行（8月25日発売[12]）、ISBN 978-4-04-066956-4
  - 『疾走れ、撃て！11』、2015年11月30日初版第一刷発行（11月25日発売[13]）、ISBN 978-4-04-067937-2
  - 『疾走れ、撃て！12』、2016年3月31日初版第一刷発行（3月25日発売[14]）、ISBN 978-4-04-067956-3

### 漫画
- 神野オキナ（原作）・refeia（キャラクター原案）・守月史貴（作画） 『疾走れ、撃て！』 メディアファクトリー〈MFコミックス アライブシリーズ〉、全2巻
  1. 2011年2月23日初版第一刷発行（同日発売[15]）、ISBN 978-4-8401-3755-3
  2. 2011年9月22日初版第一刷発行（同日発売[16]）、ISBN 978-4-8401-4038-6